# Messin' Around
Messin' Around is een nummer van de Amerikaanse rapper Pitbull uit 2016, in samenwerking met de Spaanse zanger Enrique Iglesias. Het is de eerste single van Pitbulls tiende studioalbum Climate Change. Het nummer bevat samples van "Take It on the Run" van REO Speedwagon.
"Messin' Around" werd enkel in Spanje en Slowakije een klein hitje. In de Amerikaanse Billboard Hot 100 had het met een 64e positie niet zo veel succes. In Nederland haalde het nummer de 14e positie in de Tipparade.